# Тугулимський міський округ
Тугули́мський міський округ (рос. Тугулымский городской округ) — адміністративна одиниця Свердловської області Російської Федерації.
Адміністративний центр — селище міського типу Тугулим.

## Населення
Населення міського округу становить 19958 осіб (2018; 22581 у 2010, 25455 у 2002).

## Склад
До складу міського округу входять 52 населених пункти, які утворюють 13 територіальних відділів адміністрації:
| Населений пункт                        | Населення, осіб (2002) | Населення, осіб (2010) |
| -------------------------------------- | ---------------------- | ---------------------- |
| Верховинський територіальний відділ    |                        |                        |
| Верховино, село                        | 1125                   | 1027                   |
| Дубровина, присілок                    | 99                     | 75                     |
| Полушина, присілок                     | 107                    | 94                     |
| Сажина, присілок                       | 0                      | 0                      |
| Двінський територіальний відділ        |                        |                        |
| Галашова, присілок                     | 56                     | 41                     |
| Гуріна, присілок                       | 119                    | 90                     |
| Двінська, присілок                     | 42                     | 29                     |
| Івановка, село                         | 96                     | 90                     |
| Трошково, село                         | 802                    | 685                    |
| Фоминське, село                        | 47                     | 18                     |
| Єртарський територіальний відділ       |                        |                        |
| Єртарський, селище                     | 1639                   | 1185                   |
| Заводоуспенський територіальний відділ |                        |                        |
| Заводоуспенське, селище                | 1465                   | 1285                   |
| Зубковський територіальний відділ      |                        |                        |
| Зубково, село                          | 476                    | 356                    |
| Луговський територіальний відділ       |                        |                        |
| Бахметське, селище                     | 53                     | 32                     |
| Луговський, селище                     | 3019                   | 2726                   |
| Мальцевський територіальний відділ     |                        |                        |
| Бочкарі, присілок                      | 21                     | 8                      |
| Гільова, присілок                      | 383                    | 368                    |
| Кармак, селище                         | 267                    | 265                    |
| Мальцево, село                         | 212                    | 175                    |
| Мостовщики, присілок                   | 0                      | 6                      |
| Остров, присілок                       | 105                    | 46                     |
| Набережний територіальний відділ       |                        |                        |
| Александровка, присілок                | 3                      | 0                      |
| Калачики, присілок                     | 122                    | 98                     |
| Лугова, присілок                       | 310                    | 265                    |
| Нижня Коркина, присілок                | 207                    | 175                    |
| Пілігримова, присілок                  | 18                     | 15                     |
| Цепошникова, присілок                  | 69                     | 57                     |
| Ошкуковський територіальний відділ     |                        |                        |
| Журавльова, присілок                   | 157                    | 145                    |
| Ошкуково, село                         | 724                    | 706                    |
| Полудьонка, присілок                   | 0                      | 10                     |
| Тямкіна, присілок                      | 131                    | 60                     |
| Щолконогова, присілок                  | 161                    | 124                    |
| Щолконоговський, селище                | 116                    | 79                     |
| Тугулимський територіальний відділ     |                        |                        |
| Золотова, присілок                     | 0                      | 0                      |
| Колобова, присілок                     | 169                    | 156                    |
| Лучинкино, село                        | 28                     | 35                     |
| Месед, присілок                        | 0                      | 1                      |
| Месяди, селище                         | 0                      | 0                      |
| Тугулим, селище міського типу          | 6241                   | 6001                   |
| Тугулим, селище                        | 774                    | 694                    |
| Філина, присілок                       | 117                    | 99                     |
| Юшалинський територіальний відділ      |                        |                        |
| Юшала, селище                          | 4239                   | 3827                   |
| Ядришніковський територіальний відділ  |                        |                        |
| Чураки, присілок                       | 54                     | 38                     |
| Юшкова, присілок                       | 208                    | 198                    |
| Ядришникова, присілок                  | 379                    | 352                    |
| Ярівський територіальний відділ        |                        |                        |
| Великий Рамил, присілок                | 167                    | 93                     |
| Дьоміно, село                          | 68                     | 62                     |
| Комарова, присілок                     | 21                     | 0                      |
| Малахова, присілок                     | 58                     | 26                     |
| Малий Рамил, присілок                  | 31                     | 19                     |
| Потаскуєва, присілок                   | 139                    | 82                     |
| Яр, село                               | 611                    | 563                    |

## Найбільші населені пункти
| № | Населений пункт | Населення, осіб (2002) | Населення, осіб (2010) |
| - | --------------- | ---------------------- | ---------------------- |
| 1 | Тугулим         | 6 241                  | 6 001                  |
| 2 | Юшала           | 4 239                  | 3 827                  |
| 3 | Луговський      | 3 019                  | 2 726                  |
| 4 | Заводоуспенське | 1 465                  | 1 285                  |
| 5 | Єртарський      | 1 639                  | 1 185                  |
| 6 | Верховино       | 1 125                  | 1 027                  |